# Желтолицый чиж
Желтоли́цый чиж (лат. Spinus yarrellii) — вид певчих воробьиных птиц из семейства вьюрковых (Fringillidae). Видовое название дано в честь английского натуралиста Уильяма Яррелла (1784—1856).

## Описание
Длина тела не более 10 см. Оперение в основном ярко-жёлтое, у самца на голове есть чёрная шапочка.

## Распространение
Птица распространена на северо-востоке Бразилии и на севере Венесуэлы. Населяет леса, кустарниковые степи, плантации, встречается в городской среде.